# Dead Space 3
Dead Space 3 – gra komputerowa z gatunku survival horror tworzona przez Visceral Games. Jej premiera odbyła się 5 lutego 2013 roku na platformach Microsoft Windows, PlayStation 3, Xbox 360. Gra została zapowiedziana 4 czerwca 2012 roku na targach gier E3. 
W marcu 2013 roku wydano DLC do tutaj opisywanej gry, o nazwie Awakened. Przedstawia ono losy głównych bohaterów gry - Isaaca Clarke'a i Johna Carvera po wydarzeniach z głównej gry.

## Fabuła
Gra zaczyna się prologiem dziejącym się na planecie Tau Volantis - zamarzniętej planecie z księżycem o nieregularnym kształcie, gdzie stacjonuje jeden z Oddziałów Armii Suwerennych Kolonii (jęz. ang. Sovereign Colonies Armed Forces, w skrócie S.C.A.F.). Szeregowi Tim Kaufman i Sam Ackerman poszukują przedmiotu zwanego Codexem dla Dr. Earla Serrano. Po walce z Nekromorfami i znalezieniu przedmiotu, Ackerman ginie w lawinie przez co Kaufman musi sam stawić się u dowodzącego oddziałem gen. Mahada. Gen. Mahad będąc jedynym ocalałym, zabija Kaufmana, wyczyszcza Codex z zapisanych danych i popełnia samobójstwo. 
Po tym gra się przenosi 200 lat dalej, w czasy po wydarzeniach z Dead Space 2, gdzie główny bohater - Isaac Clarke oraz Ellie Langford byli w sobie zakochani, a później rozdzieleni. 
Isaac mieszka sobie na Księżycu, gdy nagle wpada do niego ostatni batalion armii EarthGov - kapitan Robert Norton i sierżant John Carver, którzy zabierają go z apartamentu i wyjaśniają co się dzieje. Mianowicie potrzebna jest pomoc Isaaca w poszukiwaniach Ellie i jej zaginionej ekipy, podczas gdy miasto jest opanowywane przez Unitologów. Niedługo potem Unitolodzy prowadzeni przez Jacoba Arthura Danika łapą Isaaca i na jego oczach aktywują Znak (ang. Marker) wywołując tym kolejny zmasowany atak Nekromorfów. Isacoowi udaje się uciec do oddziału EarthGov i przenieść się z nimi do lokalizacji statku CMS Roanoke, niedaleko Tau Volantis. 
Motyw działania Unitologów: uważają, że wywołane przez Znak masowe śmierci ludzi, a późniejsze ich transformacje w mordercze Nekromorfy jest działaniem Matki Natury, kolejnym stadium ewolucji ludzkości, stąd należy temu wszystkiemu dopomóc. W ich teorii człowiek musi się poddać i dać działać Znakowi.
Gdy zostaje później odnaleziona Ellie i jej ekipa w składzie: Jennifer Santos i Austin Buckell, Isaac dowiaduje się, że Ellie i Norton są parą, co później będzie miało swoje działanie na kontakty Isaaca z Nortonem. Postanowione zostało, że przeszuka się CMS Roanoke dzięki czemu odkryta zostaje lokalizacja miejsca pochodzenia Znaku oraz prośba pozostawiona 200 lat wcześniej - Wyłącz to. Wówczas pomimo protestów Nortona, grupa postanawia wyruszyć na - jego zdaniem - samobójczą misję wyprawy na Tau Volantis w celu odnalezienia Maszyny (jęz. ang. The Machine, do tego nawiązywała prośba). Od tego momentu Isaac i John tworzą ekipę (w grze jest opcja co-op, wówczas drugi gracz steruje Johnem). 
Z czasem zostaje odkryte nagranie gen. Mahada, w którym zostaje podane, że 200 lat wcześniej oddział S.C.A.F. odkrył ciała Nekromorfów pochowane pod planetą, na których przeprowadzano eksperymenty, w efekcie czego generał ze swoją ekipą zamordował wszystkich, którzy przeżyli i zniszczyli wszelkie dowody świadczące o tym w celu zapobiegnięcia w przyszłości kolejnemu wybuchowi. 
Po przybyciu na Tau Volantis, przeżyciu nie jednego ataku Nekromorfów i przetrząsaniu kolonii S.C.A.F. okazuje się, że Norton był w zmowie z Danikiem i zdradził Isaaca, by pozbyć się konkurencji w walce o miłość Ellie, a przy okazji dostać od przywódcy Unitologów statek na powrót do domu. Okazuje się jednak, że Danik kłamał Nortonowi. Po uwolnieniu się od Unitologów i pokonaniu jednego z olbrzymich Nekromorfów, Norton próbuje zabić Isaaca, przez co tamten zmuszony jest zabić Nortona. 
Isaac, John, Ellie i Jennifer docierają do opuszczonej stacji badawczej na szczycie pobliskiej góry. Odkrywają wówczas, że osoba nazwana Rosetta, stworzyła Codex. Po śmierci Jennifer Santos (zabita przez Nekromorfa), udaje się reszcie złożyć w całość ciało Rosetty, która okazuje się być kosmitą żyjącą niegdyś na tej planecie. Wówczas Isaac doznaje wizji, dzięki czemu odkrywa, że Tau Volantis nie jest miejscem pochodzenia Znaku, jedynie kosmitów, którzy podobnie jak ludzie, odkryli Znak i byli przez niego zgładzeni. Księżyc tejże planety okazuje się być Nekromorfem zwanym Bratem Księżycem - efektem Konwergencji (jęz. ang. Convergence) przepowiadanej przez Unitologów. Zanim ukończył się formować i konsumować całe życie na planecie, zbudowany Maszynę w celu zamrożenia jego oraz Tau Volantis i zmuszenia istoty do zapadnięcia w stan głębokiego snu. Okazuje się, że prośba Wyłącz to była prośbą Znaku, której spełnienie ma spowodować ożywienie Brata Księżyca. 
Po wizji Isaac dzierżąc w dłoniach nowo-wytworzony Codex odkrywa, że Danik dotarł do nich i trzyma Ellie oraz Johna jako zakładników. Po dostaniu w swoje ręce Codexu, ucieka wpuszczając gaz do pomieszczenia sali laboratoryjnej i zamyka bohaterów w środku. W końcu mężczyznom udaje się uciec. Ellie natomiast poświęca się, by tamci mogli przeżyć i dokończyć misję zakończenia całej sprawy z Nekromorfami i ginie. Tamci zaś podążają za Danikiem aż do ruin miasta kosmitów. 
Po drodze odnajdują film stworzony przez Dr. Serrano, w którym wyjaśnia, że Codex może zarówno uwolnić, jak i zniszczyć księżyc. Bohaterowie przejmują Codex, jednakże zostają zmuszeni do oddania go Danikowi, gdy okazuje się, że Ellie wciąż żyje i jest jego zakładniczką. 
Danik przejmuje Codex i wybudza Księżyc, jednakże zostaje zabity w efekcie zrestartowania się Konwergencji. Isaac wsadza wówczas Ellie do kapsuły ratunkowej i po wymienieniu się ostatnim pocałunkiem, odlatuje w kierunku Ziemi oglądając z kosmosu co się dzieje na opuszczanej przez nią planecie. Tam Isaac z Johnem zmieniają konfigurację Maszyny i niszczą Brata Księżyc. Plan się powodzi w efekcie czego księżyc spada na Tau Volantis niszcząc tamtejsze Znaki oraz wszystkie Nekromorfy na zawsze. Isaac Clarke i John Carver zostają wręcz zmieceni. 

## Postacie
- Isaac Clarke - główny bohater gier Dead Space, Dead Space 2 i Dead Space 3. W tutaj omawianej części zakochany w Ellie. Wyrusza zachęcony przez nią na Tau Volantis w celu zakończenia problemu Nekromorfów i Znaku raz na zawsze.
- Ellie Langford - partnerka Nortona, zakochana w Isaacu. Dowódca ekipy, która wyruszyła w okolice Tau Volantis z misją zakończenia kwestii Nekromorfów. Jest bardzo oddana swojemu celowi, co widać, gdy ona ignoruje argumenty Nortona za tym, by nie ruszać na planetę.
- Robert Norton - kapitan ostatniego oddziału EarthGov, partner Ellie. Po odnalezieniu Ellie cały czas jest przeciwny wyprawie na Tau Volantis, co tłumaczy się martwieniem o życie ukochanej. Wyraźnie nie znosi Isaaca - dopuszcza się uwięzienia go w klatce, a później okazuje się być zdrajcą współpracującym z Danikiem. Ginie zastrzelony przez Isaaca, którego zamierzał sam zastrzelić.
- John Carver - drugi główny bohater gry Dead Space 3, którym może kierować drugi gracz. Sierżant, członek ostatniego oddziału EarthGov dowodzonego przez Nortona. Jego żona i syn zostali zamordowani przez Jacoba Arthura Danika.
- Jacob Arthur Danik - przywódca Unitologów, który chce doprowadzić do poddania się ludzkości Znakowi i uczestniczeniu jej w Konwergencji. Z tego powodu bardzo chce zabić Isaaca, którego uważa za największe zagrożenie dla jego celu. Ginie w efekcie zrestartowania Konwergencji po przebudzeniu Brata Księżyca.
- Jennifer Santos - czarnoskóra, młoda kobieta o dużej wiedzy, członek ekipy Ellie. Ginie, gdy Nekromorf zwany Chimerą niszczy dźwig, zrzucając tym samym windę z uwięzioną w niej Jennifer.
- Austin Buckell - starszy, grubszy mężczyzna, członek ekipy Ellie. Umiera z zamarznięcia wkrótce po rozbiciu się na Tau Volantis - on, John, Robert, Jennifer i Ellie znajdują kombinezony zaprojektowane do przetrwania w niskich temperaturach, jednakże w niedostatecznej ilości.
- Earl Serrano - doktor żyjący 200 lat przed wydarzeniami z gry. Badał na Tau Volantis ciała Nekromorfów i kosmitów oraz wszystkie elementy w podziemnym mieście kosmitów, w tym i Maszynę. Mając wspomnienia Rosetty skonstruował Codex. Planował użyć go do zniszczenia Brata Księżyca, zwanego też Krwawym Księżycem (ang. Bloody Moon). Nie doczekał się jednak przybycia szeregowego Tima Kaufmana z urządzeniem. Prawdopodobnie zmarł w środku Maszyny - tam odnaleziony zostaje ostatni z zapisów doktora, które pomagają Isaacowi w naprawieniu olbrzymiej machiny. Z zapisków, które gracz może odnaleźć wynika, że doktor miał bardzo złe stosunki z gen. Mahadem.
- Generał Mahad - dowódca kolonii S.C.A.F. na Tau Volantis na 200 lat przed wydarzeniami z gry. Uważał, że dla dobra ludzkości będzie, jeśli zatuszuje się wydarzenia, do jakich doszło na planecie. Stąd zniszczył większość dowodów świadczących o jakiejkolwiek działalności ludzkiej na planecie. W tym celu również zabija Tima Kaufmana i resetuje wszelkie dane z Codexu po czym popełnia samobójstwo.
- Tim Kaufman - jeden z szeregowych żyjących 200 lat przed wydarzeniami z gry, którzy zostali wysłani przez dr. Serrano na misję odnalezienia Codexu i przyniesienia go jemu do Maszyny. Odnajduje maszynę, jednakże nie doręcza jej doktorowi z winy gen. Mahada, który go zabija rzekomo dla dobra ludzkości. Jest to postać, którą steruje na początku gracz.
- Sam Ackerman - drugi z szeregowych, którzy zostali wysłani po Codex. Odnajduje go, niedługo potem ginie w lawinie zostawiając Tima samego z misją. Jest to postać, którą steruje na początku drugi gracz w trybie co-op. Z zapisków przez niego pozostawionych wynika, że musiał wcześniej ukrywać się i bronić przed opętanymi przez Znak towarzyszami broni, którzy z głodu zaczęli stosować kanibalizm.